# SMS Friedrich der Große (1911)
Para la fragata blindada de igual nombre, ver SMS Friedrich der Große (1875).
El SMS Friedrich der Große (trascritoGrosse) fue un acorazado alemán de la clase Kaiser construido antes de la Primera Guerra Mundial que sirvió en la Flota de Alta Mar de la Kaiserliche Marine.
Fue el segundo de los cinco buques de su clase. Fue construido por los astilleros AG Vulcan en Hamburgo, botado el 10 de junio de 1911 y dado de alta el 15 de octubre de 1912. El Friedrich der Grosse recibió su nombre en memoria de Federico II de Prusia, conocido como "Federico el Grande", fue asignado a la III escuadra de acorazados junto con sus gemelos, y sirvió como buque insignia de la Flota de alta mar (Hochseeflotte) hasta el 14 de marzo de 1917. Participó en numerosas operaciones de la flota en 1914 y 1915. En 1916, en la I escuadra de combate bajo el mando del almirante Reinhard Scheer, lideró a la flota alemana en la Batalla de Jutlandia, tras la cual la flota alemana rara vez se aventuró fuera de sus puertos, excepto en algún combate ocasional en el Mar del Norte y en el Mar Báltico en 1917, y finalmente un raid sin incidentes en 1918 en el área de Stavanger.
Tras el armisticio al final de la Primera Guerra Mundial, el buque fue internado el 24 de noviembre de 1918 en Scapa Flow, donde fue echado a pique por su tripulación el 21 de junio de 1919 para evitar que fueran tomados como botín de guerra por los aliados. Entre 1936-37 el pecio fue rescatado y desguazado in situ (los otro cuatro Kaiser fueron desguazados en Rosyth entre 1929 y 1937).